# Катион
Катионът представлява йон, натоварен с положителен електричен заряд. Получава се когато електронеутрален атом отдаде електрони. Катионите се отделят на противоположно заредения електрод-анода. Съдържа се заедно с аниони (отрицателно натоварени йони) в разтворите на всички електролити, в полярните разтворители, а също и в стопилките и в кристалните решетки на съединенията с йонна връзка.